# Beornus Honeyi
Beornus honeyi é um mamífero extinto que viveu na época do Paleoceno, logo após a extinção dos dinossauros. B. honeyi era mais ou menos do tamanho de uma marmota ou de um gato doméstico e esta relacionado com os cavalos e rinocerontes. Devido aos molares aparentemente inflados (inchados), Beornus honeyi foi batizado em homenagem ao personagem do livro O Hobbit, Beorn.